# Leda (měsíc)
Leda (převzato /ˈliːdə/ LEE-də, nebo řecky Λήδα), také znám jako Jupiter XIII, je malý nepravidelný satelit planety Jupiter. Dne 14. září 1974 jej objevil Charles T. Kowal na Observatoři Palomar. Těleso bylo pojmenováno po Lédě, manželce mytologického spartského krále Tyndarea. IAU jméno schválila v roce 1975.

## Orbit a skupina
Leda patří do rodiny Himalia sestávající z 5 měsíců obíhajících mezi 11 a 13 Gm od Jupiteru v inklinaci 27,5°. Informace o oběhu zde uvedené pocházejí z roku 2000, stále se však mění kvůli slunečním a planetárním poruchám.